# NGC 3104
NGC 3104 (другие обозначения — UGC 5414, MCG 7-21-7, ZWG 211.6, Arp 264, VV 119, PGC 29186) — неправильная галактика с перемычкой в созвездии Малого Льва. Открыта Уильямом Гершелем в 1787 году.
Галактика наблюдается с ребра, а её вращение близко к твердотельному. На наблюдаемые параметры галактики также влияет поглощение межзвёздной пылью в её диске. Кривая вращения галактики хорошо описывается модифицированной ньютоновской динамикой.
Этот объект входит в число перечисленных в оригинальной редакции «Нового общего каталога».
NGC 3104 — большая, тусклая неправильная галактика, вытянутая с северо-востока на юго-запад, с размытой, слегка более яркой центральной областью. Внесена в «Атлас пекулярных галактик» Х. Арпа с обозначением Arp 264. На фотографиях видны много узловатых конденсаций, включая большую на юге. Галактика и звёзды поля на расстоянии 8,5′ к юго-востоку и 7,25′ к юго-западу образуют равносторонний треугольник. При визуальном наблюдении в любительский телескоп со средней апертурой NGC 3104 представляет собой очень слабый и сложноразличимый объект, в частности, из-за присутствия звезды 13-й величины, которая в некоторой степени затрудняет наблюдение. Галактика видна при среднем увеличении как тусклое, неправильное по форме свечение, расположенное в основном к северо-востоку от проецирующейся на неё звезды поля. У галактики не видна концентрация к центру, а её крайние точки очень трудно определить. Слабая размытость вокруг звезды напомнила Гершелю планетарную туманность, и он описал объект как очень тусклую звезду, окружённую очень тусклой туманностью. Радиальная скорость: 599 км/с. Расстояние: 27 млн световых лет. Диаметр: 26 тыс. световых лет.

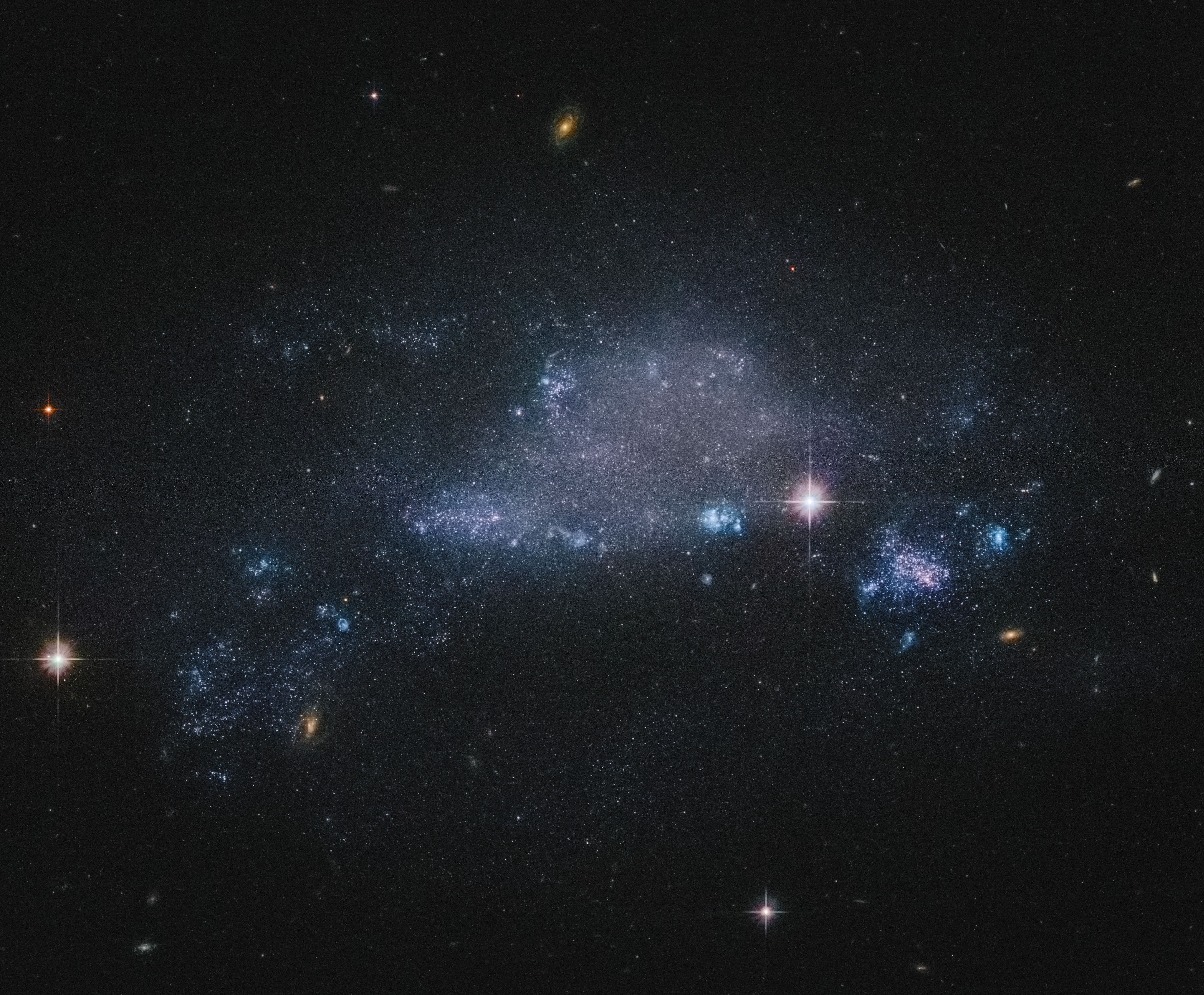
Фотография NGC 3104 с высоким разрешением, сделанная космическим телескопом «Хаббл»